# Akash Nandy
Akash Neil Nandy (* 10. Januar 1997) ist ein malaysischer Automobilrennfahrer. Er startete 2016 in der GP3-Serie.

## Karriere
Nandy begann seine Motorsportkarriere 2009 im Kartsport, in dem er bis 2011 aktiv blieb. 2011 debütierte er zudem im Formelsport. Für Meritus startete er in der JK Racing Asia Series und wurde mit drei dritten Plätzen Gesamtsiebter. 2012 begann Nandy die Saison für Meritus in der JK Racing Asia Series, verließ die Meisterschaft jedoch nach der ersten Veranstaltung. Anschließend bestritt er einige Rennen für KCMG in der Formula Pilota China. Darüber hinaus bestritt er in der malaysischen Super Series zwei Rennen im GT-Sport. Anfang 2013 nahm Nandy für ETEC Motorsport an der Toyota Racing Series in Neuseeland teil und erreichte den 14. Platz. Anschließend fuhr Nandy erneut für KCMG in der Formula Pilota China. Dabei wurde er mit vier Siegen Gesamtdritter. Zudem gewann er das nicht zur Meisterschaft zählende Rennen in Macau. Ferner fuhr Nandy 2013 mit KCMG sein erstes Rennen in einem Le-Mans-Prototypen, als er zum Saisonauftakt der Asian Le Mans Series (AsLMS) an den Start ging. Dabei erzielte er zusammen mit seinen Teamkollegen Gary Thompson und James Winslow den Sieg.
2014 wechselte Nandy nach Europa und startete für Tech 1 Racing in der alpinen Formel Renault, die er auf dem 13. Platz beendete. Außerdem absolvierte er je zwei Gaststarts im Formel Renault 2.0 Eurocup und der GT Asia Series. 2015 fuhr Nandy für Performance Racing im Remus-Formel-3-Pokal. Mit acht Siegen gewann er die meisten Rennen. Dennoch unterlag er in der Meisterschaft Jordi Weckx, der nur einmal gewonnen hatte, mit 218 zu 219 Punkten knapp. Nandy hatte im Gegensatz zu Weckx nicht an jedem Rennen teilgenommen und vier Rennen ausgelassen. Ferner führte er zwei Gaststarts im MSV F3 Cup durch. Im Winter 2015/16 kehrte Nandy für ein Rennen zu KCMG in die AsLMS zurück. Dabei gewann er zusammen mit Paul Ip und Yuan Bo die GT-Am-Klasse.
2016 erhielt Nandy bei Jenzer Motorsport ein Cockpit in der GP3-Serie. Er wurde 24. in der Gesamtwertung.
Seit Beginn der Saison 2017 fährt er im Porsche Carrera Cup Asia und im Audi R8 LMS Cup.

## Statistik

### Karrierestationen
| - 2009–2011: Kartsport - 2011: JK Racing Asia Series (Platz 7) - 2012: JK Racing Asia Series (Platz 8) - 2012: Formula Pilota China (Platz 12) | - 2012: Malaysische Super Series, SP (15) - 2013: Toyota Racing Series (Platz 14) - 2013: Formula Pilota China (Platz 3) - 2013: AsLMS, LMP2 (Platz 8) | - 2014: Alpine Formel Renault (Platz 13) - 2015: Remus-Formel-3-Pokal (Platz 2) - 2016: AsLMS, GT-Am (Platz 3) - 2016: GP3-Serie (Platz 24) |

### Einzelergebnisse in der GP3-Serie
| Jahr | Team              | 1   | 2   | 3   | 4   | 5   | 6   | 7   | 8   | 9   | 10  | 11  | 12  | 13  | 14  | 15  | 16  | 17  | 18  | Punkte | Rang |
| ---- | ----------------- | --- | --- | --- | --- | --- | --- | --- | --- | --- | --- | --- | --- | --- | --- | --- | --- | --- | --- | ------ | ---- |
| 2016 | Jenzer Motorsport | ESP | ESP | AUT | AUT | GBR | GBR | HUN | HUN | GER | GER | BEL | BEL | ITA | ITA | MAS | MAS | UAE | UAE | 0      | 24.  |
| 2016 | Jenzer Motorsport | 21  | 23  | 12  | DNF | 19  | DNF | 17  | DNF | 13  | 16  | 16  | 13  | 15  | 18  | DNF | 18  | 13  | 13  | 0      | 24.  |